# Almandrade
Antonio Luiz Morais de Andrade (São Filipe, 12 de maio de 1953), tem como pseudônimo o nome Almandrade, é um artista plástico, arquiteto, poeta e professor.
O artista participou de mais de trinta mostras individuais e coletivas de artes plásticas, dentre elas três edições da Bienal Internacional de Arte de São Paulo.  Seus trabalhos estão em acervos particulares e públicos, por exemplo, o Museu de Arte Moderna da Bahia e a Pinacoteca Municipal de São Paulo. Publicou oito livros e integrou coletivas de poemas visuais no Brasil e exterior entre 1975 e 2012.

## Livros
- Obscuridade do riso (1982)
- Poemas (1988)
- Suor noturno (Editora Fator, 1993)
- Poesias (1997)
- Arquitetura de algodão (Fundação Cultural do Estado da Bahia, 2000)
- Escritos sobre artes (2008)